# Torymus fischeri
Torymus fischeri är en stekelart som beskrevs av Ruschka 1921. Torymus fischeri ingår i släktet Torymus och familjen gallglanssteklar.
Artens utbredningsområde är Österrike. Inga underarter finns listade i Catalogue of Life.